# Talents Cannes
 (octobre 2019).
Talents Cannes est une sélection de jeunes acteurs et réalisateurs effectuée chaque année depuis 1993 par l'ADAMI à l'occasion du Festival de Cannes dont le but est la promotions de jeunes acteurs auprès des professionnels du cinéma. Plusieurs courts métrages sont ainsi réalisés chaque année.

## Avant 2000

### 1998
- Audrey Tautou dans Casting : Archi dégueulasse de Lyèce Boukhitine

## De 2000 à 2009

### 2000
- Sophie Quinton dans Dimanche d'Emmanuel Finkiel
- Sophie Riffont dans Partenaires de Patrick Grandperret

### 2001
Anne Azoulay – Julien Baumgartner – Clémence Boue – Farid Bouzenad – Benjamin Boyer – Vincent Branchet – Aude Charlon – Leonore Confino – Philippe Cotten – Daphné De Quatrebarbes – Emmanuel Fayat – Jean-Charles Fonti – Guillaume Gallienne – Juliette Galoisy – Julien Gauthier – Guillaume Hedouin – Esse Lawson – Isabelle Le Nouvel – Line Lecland – Emmanuelle Lepoutre – Mélanie Leray – Rachid Malali – Emeric Marchand – Eric Mariotto – Florence Maury – Alexia Monduit – Jocelyne Nzunga – Bruno Paviot – Samuel Perche – Juliette Poissonnier – Macha Polikarpova – Marie-Isabelle Rousseau – Adrien Saint Jore – Adriana Santini – Eric Seigne – Laurent Suire – Mika Tard – Geneviève Tenne – Marie Thomas – Julia Vaidis Bogard 

### 2002
35 acteurs; 10 courts-métrages écrits et réalisés par 11 jeunes réalisateurs, sur le thème imposé : « Je veux travailler ! » :
- Chloé Berthier, Marie Piémontèse, Edgar F. Grima et Mickaël Abiteboul, dans Fonctions Annexes de Pierre Pinaud
- Nicolas Larzul, Christophe Labas-Lafite et Thierry de Chaunac de Lanzac, dans Germain de Delphine Coulin et Muriel Coulin
- Boris Le Roy, Félicité Du Jeu, Jean-Pascal Abribat et Hélène Viaux, dans Play Back[4] de Richard Bean
- Bruno Flender, Jennifer Bocquillon et Stéphane Soo Mongo, dans Le Gros de Didier Bivel
- Violaine Brébion, Virgile Fouilou, Arnaud Perrel et Anne Baudoux, dans Le cœur à l'ouvrage de Sylvia Calle
- Alice Taglioni, Ludmila Ruoso et Pascal Oumaklouf, dans Le Joug de Damien Odoul
- Vincent Colombe, Jean-Jérôme Esposito et Catherine Lefroid, dans Ça vous pend au nez de Marie Brand
- Mathieu Bisson, Agathe Teyssier, Léna Breban et Nicolas Rigas, dans Bien fait de Jeanne Biras
- Valérie Crunchant, David Mandineau et Jocelyn Muller, dans À la hache d'Yves Caumon
- Hyam Zaytoun, Joachim Salinger, Joan Titus et Caroline Piette, dans La Vie comme elle est d'Emmanuel Bourdieu.

### 2003
Assaâd Bouab et Elsa Kikoïne dans Phares dans la nuit de Laurence Côte

### 2004
Anne Abel – Benjamin Bellecour – Patrice Botella – Aïssam Bouali – Guillaume Carre – Luz Chomyszyn – Henry-David Cohen – Astrid Defrance – Claire Dumas – Albane Fioretti – Julie Fournier – Lolita Franchet – Anne Sophie Germanaz – Benjamin Guillard – Mapiwha Juliard – Sébastien Knafo – John Kokou – Emmanuelle Lafon – Patrice Maktav – Mathieu Marinach – Valentin Merlet – Louise Monot – Emmanuel Noblet – Rachid Ouchem – Yann Pradal – Jean-Baptiste Puech – Noémie Rosenblatt – Clément Rouault – Eric Rulliat – Axel Saint-Just – Léonie Simaga

### 2005
Annelise Hesme dans Tue l'amour de Philippe Lioret

### 2006
Hande Kodja et Jean-Baptiste Shelmerdine  dans Mon prince charmant de Jean-Paul Civeyrac

### 2007
- Léa Seydoux dans La Consolation de Nicolas Klotz
- Ina Mihalache dans Deux cages sans oiseaux de Mathieu Amalric

### 2008

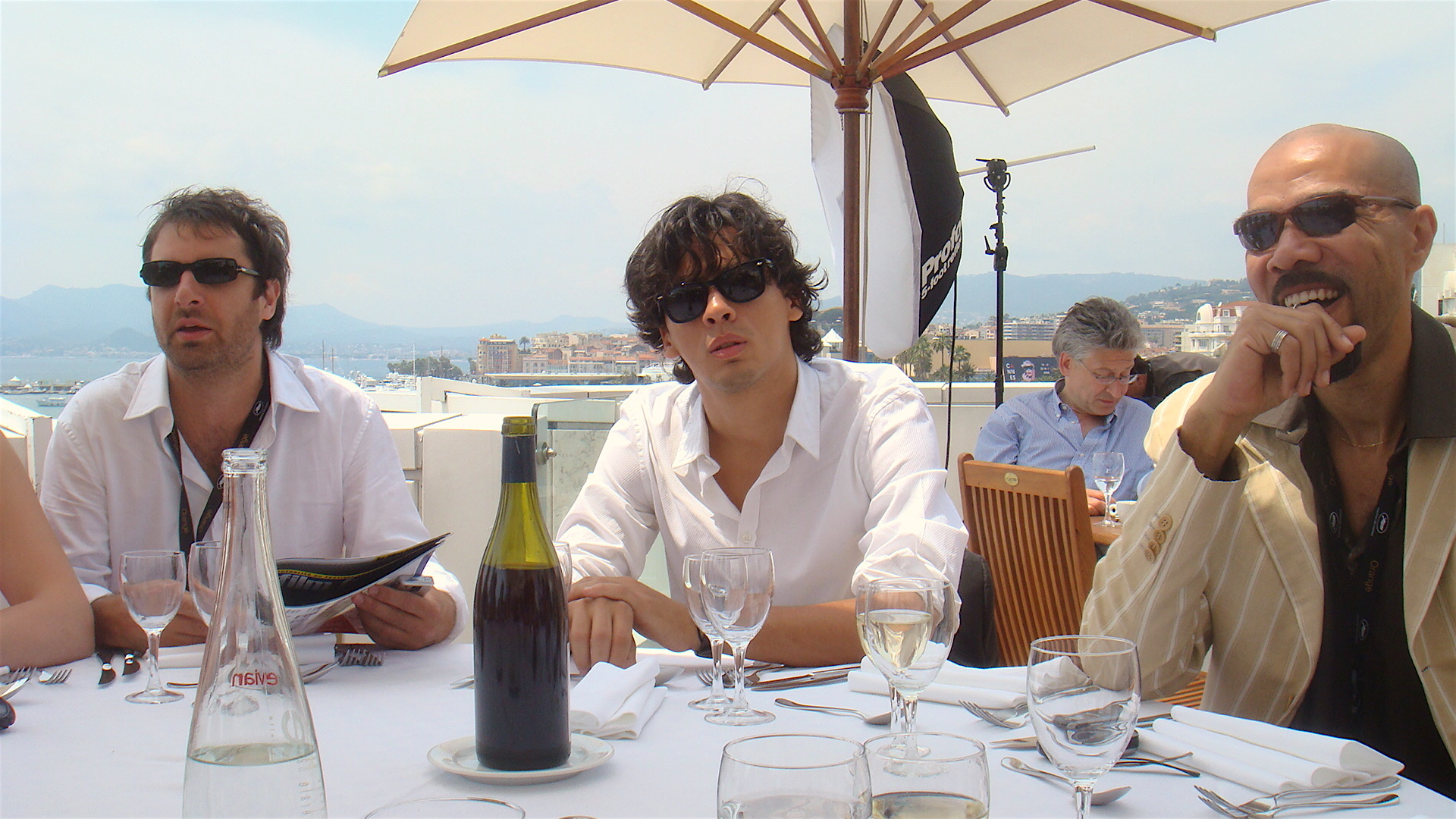

- Gil Alma, Dominik Bernard, Émilie Chesnais, Marie Kremer, Tewfik Jallab et Grégory Montel dans Bientôt j'arrête de Léa Fazer, l'unique court-métrage produit cette année-là[5].

## De 2010 à 2019

### 2010
Marion Amiaud – Thomas Arnaud – Ophélie Bazillou – Bastien Bernini – Renaud Cestre – Esther Comar – Anouk Feral – Yoli Fuller – David Geselson – Héloïse Godet – Alexandre Guanse – Elodie Huber – Vincent Marie – Yoann Moess – Julie Muzard – Pierre Nisse – Aurore Paris – Julie Rodrigue – Alexandre Ruby – Julien Sitbon – Charles Templon

### 2011
Marc Arnaud – Camille Bardery – Louis-Emmanuel Blanc – Mourad Boudaoud – Bastien Bouillon – Lionel Cecilio – Alexandre Desane – Adel Djemai – Karim El Handouz – Pierre-André Gilard – Raphaël Goldman – Juliette Lamboley – Charlotte Victoire Legrain – Karim Leklou – Sid Ali Limam – Lisa Makhedjouf – Vincent Menjou-Cortes – Romain Merle

### 2012[6]
- Vanessa Guide dans La Marque des Champions de Stéphane Kazandjian
- Pierre-Benoist Varoclier dans Quitte ou double d’Alexandre Coffre

### 2013
Bellamine Abdelmalek – Maud Baecker – Margot Bancilhon – Natalie Beder – Sigrid Bouaziz – Bartholomew Boutellis – Pierre Cachia – Esteban Carvajal Alegria – François Civil – Lucile De San Jose – Johann Dionnet – Vincent Heneine – Brice Hillairet – David Houri – Noémie Merlant – Julia Piaton – Alexandra Roth – Yann Sorton – Helena Soubeyrand – Sarah Stern – Louis Thelier – Benjamin Wangermee

### 2014
Valérian Behar Bonnet – Elisa Benizio – Hugo Brunswick – Rosa Bursztein – Elsa Canovas – Florence Coste – Bérénice Coudy – Clovis Fouin – Kevin Garnichat – Max Geller – Benoit Hamon – Lionel Lingelser – Guillaume Loublier – Nina Meurisse – Fannie Outeiro – Barbara Probst – Léo Reynaud – Manuel Severi – Claire Tran

### 2015
- Alix Blumberg dit Fleurmont, Philippe Ferhat, Salim Fontaine et Marilou Malo dans Ni vu, ni connu de Lyes Salem
- Barbara Bolotner, Clémence Labatut, Garlan Le Martelot et Damien Zanoly  dans On the road to paradise de Marion Laine
- Pierre Boulanger, Hélène Kuhn, Astrid Roos et Roby Schinasi dans Service de nettoyage de Clément Michel
- Lou Gala, Amir El Kacem, Félix Kysyl et Juliette Prier dans Samedi soir (court métrage) de Stephanie Murat.
- Audrey Bastien, Lou Granarolo, Paul Granier et François Xavier Phan dans Causes et Conséquences de Frédéric Mermoud

### 2016
Cette année-là, l'ADAMI a choisi 5 réalisateurs, issus de l’univers de la bande dessinée ou de l’animation, pour diriger chacun 4 des 20 comédiens 
- Armelle Abibou, Pierre Giafferi, Marie Petiot, Bastien Ughetto  dans Merci, Monsieur Imada de Sylvain Chomet ;
- Nicolas Avinee, Joyce Bibring Lola Bessis et Mathieu Metral  dans Le distributeur d'aurores boréales de Mathias Malzieu ;
- Ariane Blaise, Maxime Dambrin, Jean-Baptiste Maunier, Miléna Studer dans A/K de Olivier Van Hoofstadt.
- Arthur Choisnet, Quentin Faure, Garance Rivoal Sarah-Jane Sauvegrain dans La caverne de Joann Sfar ;
- Eugénie Derouand, Marie Kauffmann, Benoît Michel, Tony Zaroueldans Carré de Anca Damian ;

### 2017
Léa Arnezeder – Christopher Bayemi – Alba Bellugi - Lucie Boujenah – Pauline Cassan – Oscar Copp – Martin Darondeau – Claudia Dimier – Juliet Doucet – Grégoire Isvarine – Margot Luciarte – Félix Martinez – Stanislas Perrin – Adrien Rob – Élisa Ruschke – Jules Sagot – Aloïse Sauvage – Laurette Tessier – Joffrey Verbruggen – Benjamin Voisin
Dans les films de Stéphane de Groodt, Marie Gillain, Marie Kremer, Patrick Ridremont et Cécile Telerman.

### 2018
Pour les 25 ans de l’opération, l’Adami et son partenaire Fulldawa Films ont choisi de confier la réalisation des courts métrages à cinq comédiennes et comédiens reconnus, qui dirigent pour la première fois autour d’un thème unique : « Jour de fête ».
- Sarah-Megan Allouch, Gauthier Battoue, Anthony Sonigo et Adèle Wismes dans Âmes sœurs réalisé par Pierre Deladonchamps
- Sarah Calcine , Guillaume Kerbusch, Suzanne Rault-Balet et Jean-Baptiste Sagory dans Judith Hôtel réalisé par Charlotte Le Bon
- Claire Chust, Gabrielle Cohen, Maxime Pambet, Soulaymane Rkiba dans On va manquer ! réalisé par Sabrina Ouazani
- Chloé Astor, Paul Delbreil, Guillaume Pottier et Coralie Russier dans Le roi des démons du vent de Clémence Poésy[9],[10]
- Louise Blachère, Liviu Bora, Zoé Fauconnet, Charles Van de Vyver dans Afikoman de Mélanie Thierry[11]